# Nowa Góra (Pieninen)
Die Nowa Góra ist ein Berg in den polnischen Mittleren Pieninen, einem Gebirgszug der Pieninen, mit 902 Metern Höhe. Sie ist der höchste Berg der Czorsztyner Pieninen. Der Gipfel liegt ungefähr 400 Meter über dem Tal des Dunajec.

## Lage und Umgebung
Die Nowa Góra liegt im Hauptkamm der Pieninen. Südöstlich des Gipfels liegt der Dunajec-Durchbruch, nördlich liegt das Tal der Krośnica. 

## Etymologie
Der polnische Name Nowa Góra  lässt sich als Neuer Berg übersetzen.

## Tourismus
Der Gipfel liegt im Pieninen-Nationalpark in einem streng geschützten Bereich. Er ist für Wanderer nicht zugänglich.